# Charles Henry Cooper
Pour les articles homonymes, voir Cooper.
Charles Henry Cooper (20 mars 1808-21 mars 1866) est un antiquaire britannique.

## Biographie
Né à Marlow, Buckinghamshire, il descend d'une famille anciennement de Bray dans le Berkshire. Il fait ses études à Reading. En 1826, il s'installe à Cambridge et, en 1836, il est élu coroner de l'arrondissement. Quatre ans plus tard, il obtient son diplôme d'avocat et acquiert avec le temps une vaste pratique, mais il commence à consacrer presque tout son temps à la recherche sur les antiquaires, en particulier sur l'histoire de l'Université de Cambridge.
En 1849, il démissionne de son poste de coroner d'arrondissement lorsqu'il est élu au poste de greffier municipal, qu'il conserve jusqu'à sa mort.
Il est enterré au cimetière de Mill Road, à Cambridge.

## Travaux
Son premier ouvrage, A New Guide to the University and Town of Cambridge, est publié anonymement en 1831. Les Annals of Cambridge suivent (1842-1853) constituant une histoire chronologique de l'université et de la ville depuis la période la plus ancienne jusqu'en 1853. Son œuvre la plus importante, l'Athenæ Cantabrigienses (1858, 1861), qui accompagne le célèbre Athenæ Oxonienses d'Anthony Wood, contient des mémoires biographiques des auteurs et d'autres hommes éminents qui ont fait leurs études à l'Université de Cambridge de 1500 à 1609.
Les autres œuvres de Cooper sont The Memorials of Cambridge (1858-1866) et Memoir of Margaret, Countess of Richmond and Derby (1874). Il contribue fréquemment à Notes and Queries, The Gentleman's Magazine et à d'autres publications antiquaires, et laisse une immense collection de documents manuscrits pour une histoire biographique de la Grande-Bretagne et de l'Irlande. Son fils aîné, Thompson Cooper (1837-1904), est journaliste et contributeur au Dictionary of National Biography.